# Lac Medicine
Ne doit pas être confondu avec Medicine Lake (volcan).
Le lac Medicine (en anglais : Medicine Lake) est un lac américain dans le comté de Siskiyou, en Californie. Il est situé à 2 031 m dans la forêt nationale de Modoc.